# Donnaldsoncythere scalis
Donnaldsoncythere scalis är en kräftdjursart som beskrevs av Hobbs och Walton 1963. Donnaldsoncythere scalis ingår i släktet Donnaldsoncythere och familjen Entocytheridae. Inga underarter finns listade i Catalogue of Life.